# Абрамів (гміна)
Гміна Абрамів (пол. Gmina Abramów) — сільська гміна у східній Польщі. Належить до Любартівського повіту Люблінського воєводства.
Станом на 31 грудня 2011 у гміні проживало 4225 осіб.

## Площа
Згідно з даними за 2007 рік площа гміни становила 84.54 км², у тому числі:
- орні землі: 86.00 %
- ліси: 9.00 %

Таким чином, площа гміни становить 6.55 % площі повіту.

## Населення
Станом на 31 грудня 2011:
| Опис     | Загалом | Загалом | Чоловіки | Чоловіки | Жінки | Жінки |
| -------- | ------- | ------- | -------- | -------- | ----- | ----- |
| одиниця  | осіб    | %       | осіб     | %        | осіб  | %     |
| все      | 4225    | 100     | 2115     | 50.06    | 2110  | 49.94 |
| міське   | 0       | 100     | 0        |          | 0     |       |
| сільське | 4225    | 100     | 2115     | 50.06    | 2110  | 49.94 |

## Сусідні гміни
Гміна Абрамів межує з такими гмінами: Баранів, Ґарбів, Кам'янка, Курів, Маркушів, Міхів, Жижин.